# Harry Grey, IV conte di Stamford
Harry Grey (Enville Hall, 18 giugno 1715 – Enville Hall, 30 maggio 1768) è stato un nobile britannico.

## Biografia
Era figlio di Harry Grey, III conte di Stamford e di Dorothy Wright.
Studiò presso la Rugby School e la Westminster School.
Nel 1736 sposò lady Mary Booth, sola figlia ed erede di George Booth, II conte di Warrington. Dal matrimonio nacquero tre figli:
- George Harry Grey, V conte di Stamford (1737–1819)
- Booth Grey (1740–1802)
- John Grey (1743 – 12 luglio 1802)

Nel 1738 rappresentò il Leicestershire alla Camera dei comuni ma entrò nella Camera dei lord nel 1739 quando ereditò la contea di Stamford alla morte di suo padre. Il 3 marzo 1744 venne nominato luogotenente del Lincolnshire e l'8 marzo di Staffordshire.
Ereditò assieme al titolo anche le proprietà dei Grey a Bradgate Park nel Leicestershire ad Enville nello Staffordshire ma decise di stabilire la residenza della famiglia ad Enville Hall. Bradgate house fu pertanto murata ed il parco venne tenuto per la caccia.
Le proprietà di Enville (750 acri) vennero significativamente ridisegnate durante il XVIII secolo, trasformandole in giardini e parchi per renderle visitabili dai turisti.
Sua moglie Mary ereditò dal padre altre proprietà a Dunham Massey nel Cheshire e a Stalybridge, vicino a Manchester, nel 1758.
Grey morì ad Enville 1768 e gli succedette il figlio, George Harry Grey.